# Дрейсиг, Иван Христианович
Иван Христианович Дрейсиг (укр. Дрейсіг Іван Християнович; 1791 — 12 [24] декабря 1888, Харьков) — русский и украинский актёр.

## Биография
Иван Дрейсиг родился в 1791 году в Саксонии. В 1814 году начал свою сценическую деятельность; выступал в труппах И. Ф. Штейна, К. М. Зелинского, Д. Д. Жураховского и других видных театральных деятелей того времени. 
Согласно «БСЭ», И. Х. Дрейсиг «Обладал большим обаянием, владел искусством перевоплощения, утверждал народно-реалистические традиции. С особым мастерством играл роли в произведениях украинских драматургов: Шельменко-денщик (одноименная пьеса Квитки-Основьяненко), Чупрун, Выборный («Солдат-чародей», «Наталка-Полтавка» Котляревского) и др.». 
Иван Христианович Дрейсиг в 1845 году поставил «Наталку-Полтавку» Ивана Петровича Котляревского в городе Тбилиси, а также ряд пьес украинского писателя Григория Фёдоровича Квитка-Основьяненко. 
Дрейсиг И. Х. последовательно и довольно успешно вводил в репертуар украинских театров русскую драматургию, играл, например, роли Городничего, Подколесина («Ревизор», «Женитьба» Гоголя). 
На Политехнической выставке в Москве Дрейсиг со своей труппой выступал в спектаклях Народного театра. Последние годы жизни актёр провёл на театральных подмостках Кременчуга, Кишинёва, Ростова-на-Дону.
Иван Христианович Дрейсиг скончался 12 (24) декабря 1888 года в городе Харькове.